# Daleks in Manhattan
"Daleks in Manhattan" (intitulado "Daleks em Manhattan" no Brasil) é o quarto episódio da terceira temporada da série de ficção científica britânica Doctor Who, transmitido originalmente através da BBC One em 21 de abril de 2007. É a primeira de uma história dividida em duas partes, sendo concluída em "Evolution of the Daleks" na semana seguinte. Ambos foram escritos por Helen Raynor e dirigidos por James Strong.
O episódio se passa na cidade de Nova York em 1930, onde uma ordem de Daleks chamada Culto de Skaro usa escravos meio humanos e meio porcos para sequestrar humanos desabrigados para uso em seus experimentos.
De acordo com os números da BARB, foi visto por 6,69 milhões de telespectadores e foi a décima oitava transmissão mais popular na televisão britânica naquela semana e recebeu críticas geralmente positivas dos avaliadores.

## Enredo

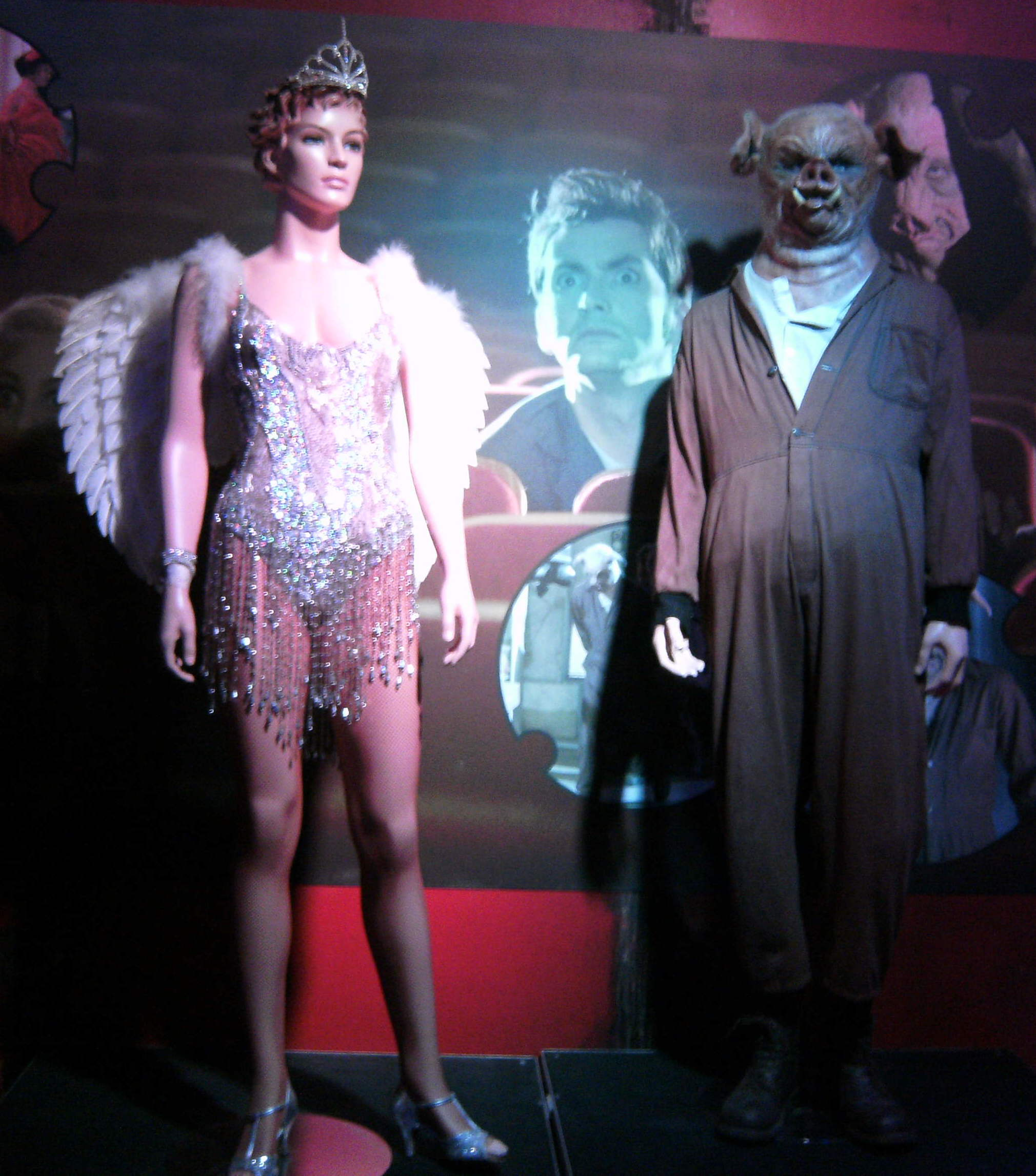
O traje da dançarina e os porcos escravos vistos no episódio em exposição na Doctor Who Experience

O Doutor e Martha chegam à cidade de Nova York em novembro de 1930 durante a Grande Depressão, pousando a TARDIS na Ilha da Liberdade. Eles encontram um artigo de jornal sobre desaparecimentos recentes e viajam para Hooverville, uma cidade de tendas no Central Park. Lá eles encontram Solomon, seu líder, que explica mais sobre os desaparecimentos. Um rico empresário chamado Sr. Diagoras aparece para recrutar trabalhadores para limpar os escombros de um desabamento nos esgotos. O Doutor, Martha, Solomon e um jovem chamado Frank se alistam. Enquanto exploram os túneis, o Doutor encontra uma massa de matéria orgânica alienígena que ele leva consigo para analisar mais tarde. O grupo logo se depara com um grupo de Porcos Escravos e são forçados a fugir, mas Frank é capturado pelas criaturas.
O Doutor, Martha e Solomon usam uma escada próxima para escapar e se encontram em um teatro onde encontram Tallulah, uma dançarina cujo namorado Laszlo é uma das pessoas que desapareceram. O Doutor usa equipamentos no teatro para criar um analisador de matéria enquanto Martha ajuda a consolar Tallulah. Quando esta sobe ao palco para sua apresentação, Martha vê um Porco Escravo do outro lado e o persegue até os esgotos, onde é capturada por outra dessas criaturas. O Doutor e Tallulah seguem e encontram o Porco Escravo que Martha estava perseguindo, que eles determinam ser Laszlo. Eles também encontram um Dalek, confirmando a análise do Doutor que mostra que a matéria orgânica é do planeta Skaro. Os três seguem o Dalek e descobrem com Laszlo que os Daleks estão causando os desaparecimentos, reunindo humanos para transformá-los em Porcos Escravos e também usá-los para um experimento não especificado.
Tallulah tenta retornar ao teatro, mas se perde enquanto o Doutor e Laszlo entram furtivamente no incompleto Empire State Building e localizam Martha e Frank. O grupo encontra os Daleks que formam o Culto de Skaro, e Martha pergunta a eles o que estão planejando fazer, que revelam estarem tentando fundir as raças Dalek e humana. Seu lider, Dalek Sec, conduz o primeiro experimento em si mesmo, fundindo-se ao corpo do Sr. Diagoras e se torna no primeiro híbrido Dalek-humano.